# ぎゅっとして feat. 常田真太郎 (from スキマスイッチ)
「ぎゅっとして feat. 常田真太郎 (from スキマスイッチ)」（ぎゅっとして・フィーチャリング・ときたしんたろう・フロム・スキマスイッチ）は、日本の音楽デュオ・RYTHEMの16作目のシングル。

## 解説
- スキマスイッチの常田真太郎のプロデュースによる楽曲。
- 初回盤には特典として、写真集仕様16Pブックレット仕様となっている。

## 収録曲
1. ぎゅっとして feat.常田真太郎 (from スキマスイッチ)
作詞：RYTHEM、常田真太郎
作曲：RYTHEM、常田真太郎、山元祐介
編曲：常田真太郎
2. TOMATO
作詞・作曲：新津由衣
編曲：益田TOSH
  - 『ハウス食品「完熟トマトのハヤシライスソース」』CMソング
3. ぎゅっとして feat.常田真太郎 (from スキマスイッチ) (Instrumental)
4. TOMATO（Instrumental）

## 参加ミュージシャン
RYTHEM
- YUI：Vocal (#1,2)
- YUKA：Vocal (#1,2)

Additional Musician
- 常田真太郎：Sound Produced & Other Instruments (#1,3)
- 秋山タカヒコ：Drums (#1,3)
- 沖山優司：Bass (#1,3)
- 藤本一樹：Acoustic Guitar & Electric Guitar (#1,3)
- 松本智也：Percussion (#1,3)
- 山本拓夫：Tenor Sax (#1,3)
- 西村浩二：Trumpet (#1,3)
- 村田陽一：Trombone (#1,3)

## 収録アルバム
- BEST STORY (#1)